# Apple Podcasts
（在苹果系列操作系统中被简称为）是由蘋果公司开发的一个用于播放流媒体播客音频的应用程序。
Apple 于2005年6月发布了 iTunes 并且在其中集成了播客播放功能，并于2012 年6月26日开始从 iTunes 分离出来变成了第一个独立的播客播放应用程序，在2012年9月24日于 Apple TV 上发布，该应用程序后来从2014年10月开始预装在 iOS 操作系统中，2018年9月17日在 watchOS 上发布，于2019年10月7日在macOS Catalina上发布，之后又延伸到了 iPadOS 、 CarPlay 、 Microsoft Windows、Amazon Alexa设备、Web 端等操作系统与平台中，Apple Podcasts 目录包含超过200万个节目。

## 历史
Apple是播客的早期推动者（该术语是 Apple 的iPod音乐播放器和“广播”的合成词），并在 2005年6月份发布的 iTunes 4.9 中添加了播放功能，并在其 iTunes 音乐商店中建立了节目目录，从 3,000 个条目开始。2020年4月，Apple 播客节目播放量突破 100 万次。2021年6月，苹果为播客创作者推出了通过播客频道实现付费订阅的选项。
2024年8月20日，Apple 推出 Apple Podcasts 网页版本，用户无需安装即可通过浏览器访问，网页版本支持浏览各类播客节目、访问个人资料库、热门排行榜以及购买高级订阅。网页版支持 Android 和 PC 用户直接使用，Apple 设备点击网页链接后则会自动跳转至 Podcasts 应用。